# Erich Prunč

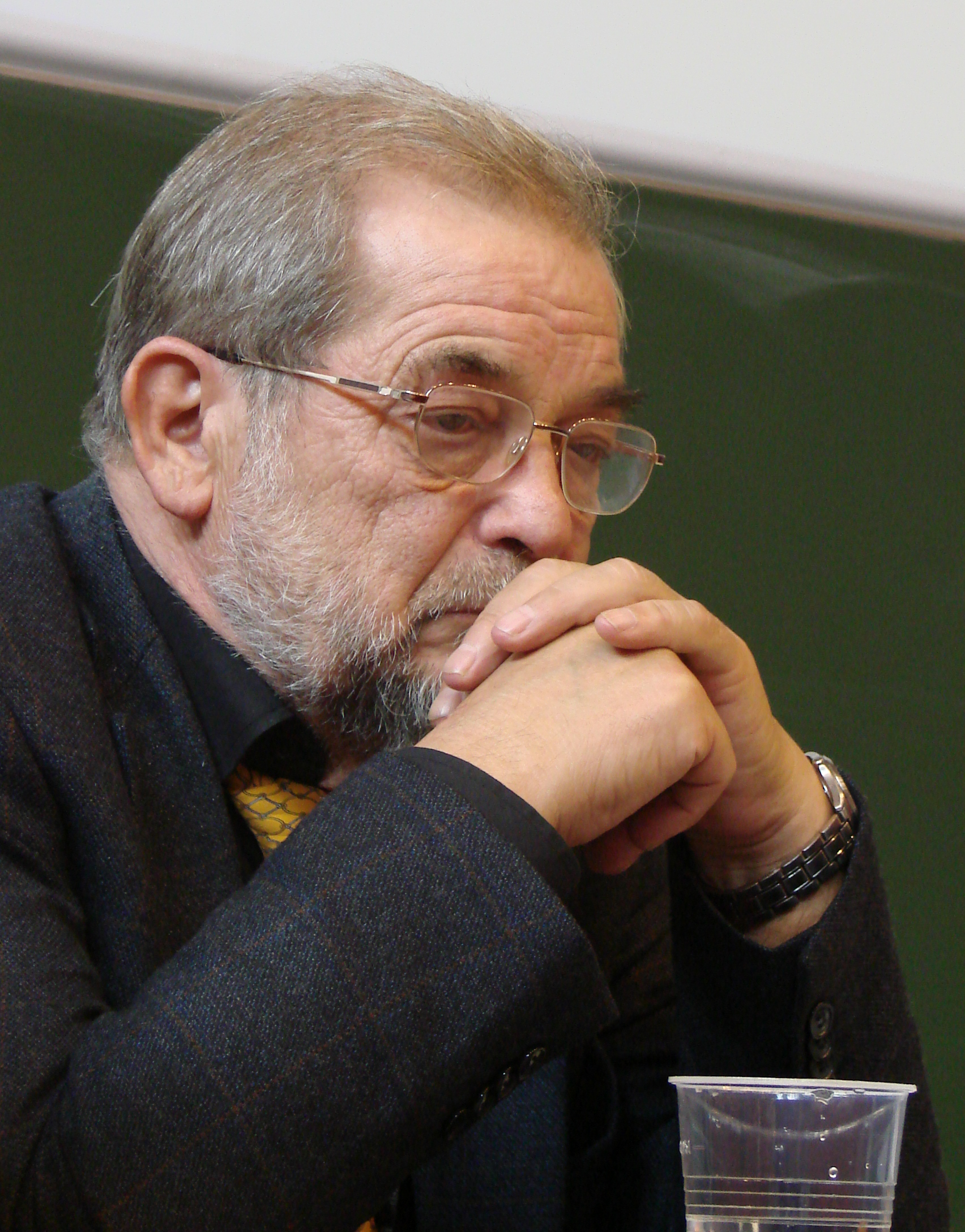
Erich Prunč (2008)

Erich Prunč (* 15. Oktober 1941 in Klagenfurt; † 28. Mai 2018 in Graz) war ein österreichischer Linguist, Slawist, Übersetzungswissenschaftler, Literaturhistoriker und Dichter. Von 1988 bis 2010 lehrte er als Universitätsprofessor für Übersetzungswissenschaft am Institut für Theoretische und Angewandte Translationswissenschaft (ITAT) der Universität Graz. Prunč war Angehöriger der Volksgruppe der Kärntner Slowenen.

## Leben und Wirken
Erich Prunč wuchs in Schreckendorf/Straša vas in der Gemeinde St. Kanzian am Klopeinersee/Škocjan v Podjuni in einer slowenischen bäuerlichen Großfamilie auf. Ab dem 10. Lebensjahr besuchte er das Internatsgymnasium in Tanzenberg/Plešivec und maturierte 1960 schließlich am 1. BG in Klagenfurt. Dann widmete sich Prunč zunächst dem Studium der Theologie an der Philosophisch-Theologischen Lehranstalt in Klagenfurt. 1961 schrieb er sich an der KFU Graz für Slawistik und Vergleichende Sprachwissenschaft ein. Neben dem Studium in Graz und Ljubljana begann er als Gerichtsdolmetscher zu arbeiten und war in den 60er Jahren Mitbegründer der slowenischen Literatur- und Kulturzeitschrift mladje, in der er unter dem literarischen Pseudonym Niko Darle veröffentlichte. Im selben Zeitraum gründete und leitete er die Theatergruppe oder mladje.
Nach Beendigung seines Studiums promovierte er 1968 mit der Dissertation Das innere Lehngut in der slovenischen Schriftsprache : Versuch einer Typologie der Lehnprägung im Slovenischen und begann als Assistent am Institut für Slawistik der KFU Graz zu arbeiten. Nach seiner Habilitation 1984 erhielt er die Lehrberechtigung für slawische Philologie. In seiner Habilitationsschrift zum Kärntner slowenischen Dichter Urban Jarnik, die 1987/1988 in Klagenfurt in drei Bänden publiziert wurde, beschäftigte er sich mit den textologischen Grundlagen und der lexikologischen Untersuchung von Jarniks Werk (Band 1: Kritische Edition, Band 2: Der Wortschatz Urban Jarniks, Band 3: Konkordanz der Gedichte und Übersetzungen).
1988 erhielt er Rufe auf den Lehrstuhl für Südslawische Philologie der Universität Tübingen und auf die Lehrkanzel für Übersetzungswissenschaft der KFU Graz. Er entschied sich für Graz und wurde am 30. September 1988 zum ordentlichen Universitätsprofessor für Übersetzungswissenschaft ernannt. Er arbeitete über 20 Jahre am Institut für Theoretische und Angewandte Translationswissenschaft (ITAT) der KFU Graz und übernahm zeitweise dessen Leitung.
1997 brachte er das Konzept der Translationskultur in die Translationswissenschaft ein, wodurch die weitere Forschung in der Disziplin deutlich geprägt wurde. Seine Publikationen in den Bereichen der Slawistik und der Translationswissenschaft beschäftigen sich mit den Konzepten der Translationskultur und -ethik sowie der Geschichte der Translationswissenschaft.
Prunč gründete in den 1990er-Jahren das Sommerkolleg für literarisches Übersetzen auf der kroatischen Insel Premuda, das noch heute besteht (Slowenisch-Deutsch und Kroatisch-Deutsch).
Nach seiner Emeritierung im Oktober 2010 übernahm er 2011 eine Gastprofessur an der Johannes Gutenberg-Universität Mainz und 2012 eine Gastprofessur an der Universität Wien. Prunč lebte bis zu seinem Tod in Thal bei Graz, wo er auch verstarb.

## Funktionen und Auszeichnungen
- 1988–2005 Vorstand des Instituts für Übersetzer- und Dolmetscherausbildung an der KFU Graz
- 2007 Korrespondierendes Mitglied der Slowenischen Akademie der Wissenschaften
- 2007–2009 Vorstand des Instituts für Theoretische und Angewandte Translationswissenschaft an der KFU Graz
- 2009 Ehrensenator der Universität Ljubljana

## Publikationen (Auswahl)

### Wissenschaftliche Publikationen
- 1988–89: Urban Jarnik: textologische Grundlagen und lexikologische Untersuchung seiner Sprache. In drei Bänden.  Klagenfurt : Wien [u. a.] : Verl. Hermagoras.
- 2002: Einführung in die Translationswissenschaft. Bd.1 Orientierungsrahmen. 2., erw. und verb. Aufl. ITAT, Graz
- 2012: Entwicklungslinien der Translationswissenschaft. Von den Asymmetrien der Sprachen zu den Asymmetrien der Macht. 3., erw. und verb. Aufl. Frank und Timme, Berlin

### Literarische Publikationen
- 2006: Still-Leben: Gedichte – Tihožitja: pesmi; Slowenisch-Deutsch. Aus dem Slowenischen von Fabjan Hafner. Wieser, Klagenfurt

### Herausgeberschaften
- mit Claudia Kainz, Rafael Schögler (2011): Modelling the Field of Community Interpreting: questions of methodology in research and training. LIT, Münster
- mit Hannelore Lee-Jahnke (2010): Am Schnittpunkt von Philologie und Translationswissenschaft: Festschrift zu Ehren von Martin Forstner. Peter Lang, Bern
- mit Sonja Pöllabauer (2003): Brücken bauen statt Barrieren. Sprach- und Kulturmittlung im sozialen, medizinischen und therapeutischen Bereich. ITAT, Graz
- mit Stanislaus Hafner (2009): Thesaurus der slowenischen Volkssprache in Kärnten. Band 6: kd-kv. Österreichische Akademie der Wissenschaften OAW, Wien